# Блаватник сіродзьобий
Блаватник сіродзьобий (Caprodectes nitidus) — вид горобцеподібних птахів родини котингових (Cotingidae).

## Поширення
Вид поширений у низовинних дощових лісах Центральної Америки на висоті до 40 м над рівнем моря. Птах трапляється в Гватемалі, Гондурасі, Нікарагуа, Коста-Риці та Панамі.

## Опис
Невеликий птах, завдовжки до 20 см. Самець білосніжного забарвлення з блідо-сірою спиною та головою. Самиця темно-сірого забарвлення.